# Dycladia brasiliensis
Dycladia brasiliensis är en fjärilsart som beskrevs av Max Wilhelm Karl Draudt 1915. Dycladia brasiliensis ingår i släktet Dycladia och familjen björnspinnare. Inga underarter finns listade i Catalogue of Life.